# آراستگی

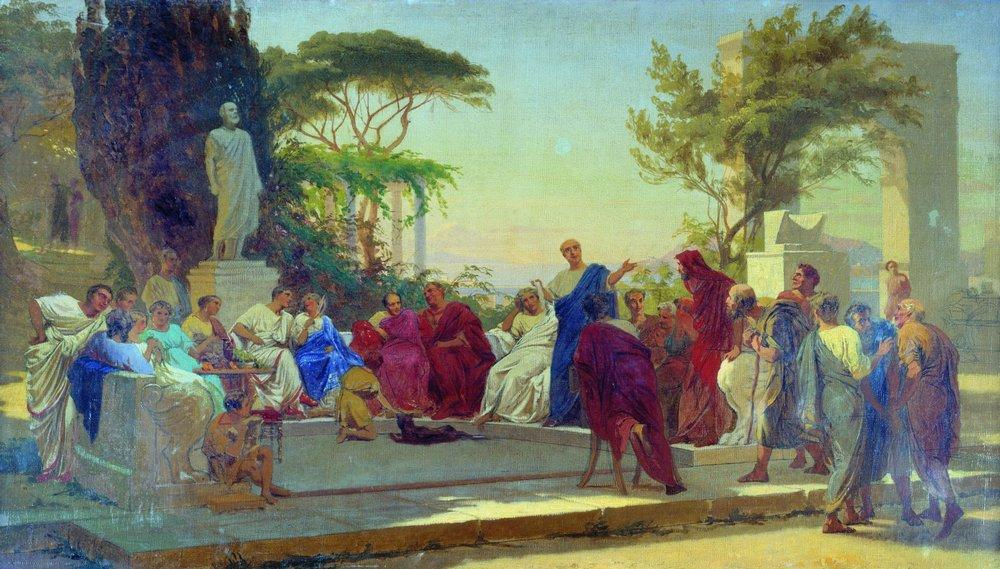
شعرخوانی هوراس، یکی از مدافعان اولیه آراستگی. نگاره فئودور برونیکوف

آراستگی یا دکوریوم (به انگلیسی: Decorum)، (لاتین: درست، مناسب) یک اصل از بلاغت کلاسیک، شعر، و تئوری نمایشی در مورد تناسب، یا یک سبک برای یک موضوع نمایشی بود. مفهوم آراستگی همچنین در مورد محدودیت‌های تجویزشده رفتار اجتماعی مناسب در موقعیت‌های تعیین‌شده به‌کار می‌رود. 

## در بلاغت و شعر
در بلاغت کلاسیک و نظریه شعری، آراستگی نشان‌دهنده تناسب سبک با موضوع است. هم ارسطو (در فن شعر) و هم هوراس (در شعر شعر) اهمیت سبک مناسب در حماسه، تراژدی، کمدی و غیره را مورد بحث قرار دادند. برای مثال هوراس می‌گوید: «موضوع کمیک مستعد استفاده در سبک تراژیک نیست، و به همین ترتیب ضیافت توئستس را نمی‌توان به شیوه‌ای که در زندگی روزمره توصیف می‌شود، مطابق با سبک زندگی مردم دانست. اجازه دهید هر یک از این سبک‌ها به نقشی که به‌درستی به آن اختصاص داده شده است، حفظ شود.»

## آراستگی اجتماعی
نزاکت اجتماعی رفتار اجتماعی و شایستگی مناسب را تعیین می‌کند و بنابراین با مفاهیم ادب، نجابت، آداب، فضل، رسوم، احترام و ظاهر مرتبط است.